# Lispe quaerens
Lispe quaerens is een vliegensoort uit de familie van de echte vliegen (Muscidae). De wetenschappelijke naam van de soort is voor het eerst geldig gepubliceerd in 1936 door Villeneuve.